# Giuseppe dell’Orefice

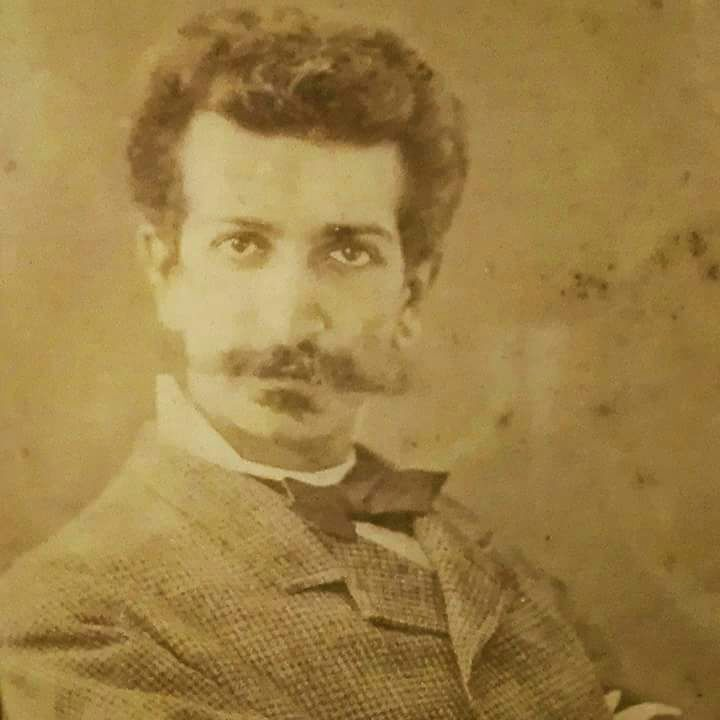

Giuseppe dell’Orefice (* 22. August 1848 in Fara Filiorum Petri; † 3. Januar 1889 in Neapel) war ein italienischer Komponist.

## Leben und Wirken
Dell’Orefice hatte in seiner Jugend Klarinetten- und Trompetenunterricht und setzte seine Ausbildung in Neapel fort. Er studierte dort zunächst Flöte, dann Harmonielehre und ab 1862 am Konservatorium Komposition. 1867 verließ er das Konservatorium, um am italienischen Unabhängigkeitskrieg teilzunehmen.
Nach seiner Rückkehr setzte er sein Studium am Konservatorium bei Giorgio Miceli fort. Am Conservatorio di San Pietro war er Schüler von Saverio Mercadante. Er begann seine künstlerische Laufbahn als Chorleiter am Teatro del Fondo, wo er sich als stellvertretender Dirigent mit einer Aufführung von Verdis Rigoletto Anerkennung erwarb. Als Komponist debütierte er 1872 mit dem Ballett I fantasmi notturni am Teatro San Carlo. 1874 komponierte er seine erste Oper Romilda dei Bardi, die am Teatro del Fondo uraufgeführt wurde und an mehreren italienischen Opernhäusern gespielt wurde.
1875 folgte im Auftrag des Musikverlegers Lucca die Oper Egmont. Diese kam aber erst 1878 am Teatro San Carlo zur Aufführung, dessen Direktor dell’Orefice im gleichen Jahr wurde. 1879 wurde an mehreren Theatern Neapels seine komische Oper Il segreto della duchessa gespielt. 1886 folgte die musikalische Komödie L’oasi.
Neben seinen Bühnenwerken komponierte dell'Orefice u. a. ein Polka-Capriccio, eine Ouvertüre für Orchester, kammermusikalische Werke und Lieder. Eine psychische Erkrankung führte im Januar 1889 zu seinem Selbstmord.